# Оггау-ам-Нойзідлер-Зее
Оггау-ам-Нойзідлер-Зее (нім. Oggau am Neusiedler See) — ярмаркова громада в політичному окрузі Айзенштадт-Умгебунг федеральної землі Бургенланд, в Австрії.
Оггау-ам-Нойзідлер-Зее лежить на висоті  130 м над рівнем моря і займає площу  52,19 км². Громада налічує 1791 мешканців. 
Густота населення 34/км².  
|                                                 |
| Оггау-ам-Нойзідлер-Зее на мапі округу та землі. |

 Адреса управління громади: Hauptstraße 52, 7063 Oggau am Neusiedler See. 

## Демографія
Історична динаміка населення громади за даними сайту Statistik Austria

## Виноски
1. ↑  Dauersiedlungsraum der Gemeinden Politischen Bezirke und Bundesländer - Gebietsstand 1.1.2018 — Статистичне управління Австрії.
2. ↑  Einwohnerzahl 1.1.2018 nach Gemeinden mit Status, Gebietsstand 1.1.2018 — Статистичне управління Австрії.
3. ↑   www.oggau.at
4. ↑  Gemeindedaten von Oggau am Neusiedler See

| Австрія | Це незавершена стаття з географії Австрії. Ви можете допомогти проєкту, виправивши або дописавши її. |